# Петровская (Верховажский район)
Петровская — деревня в Верховажском районе Вологодской области.
Входит в состав Нижне-Важского сельского поселения (до 2015 года входила в Климушинское сельское поселение), с точки зрения административно-территориального деления — в Климушинский сельсовет.
Расстояние по автодороге до районного центра Верховажья — 11 км, до деревни Климушино — 1 км. Ближайшие населённые пункты — Мартыновская, Крыловская, Климушино.
По переписи 2002 года население — 15 человек.